# Atago-jinja (Kyoto)

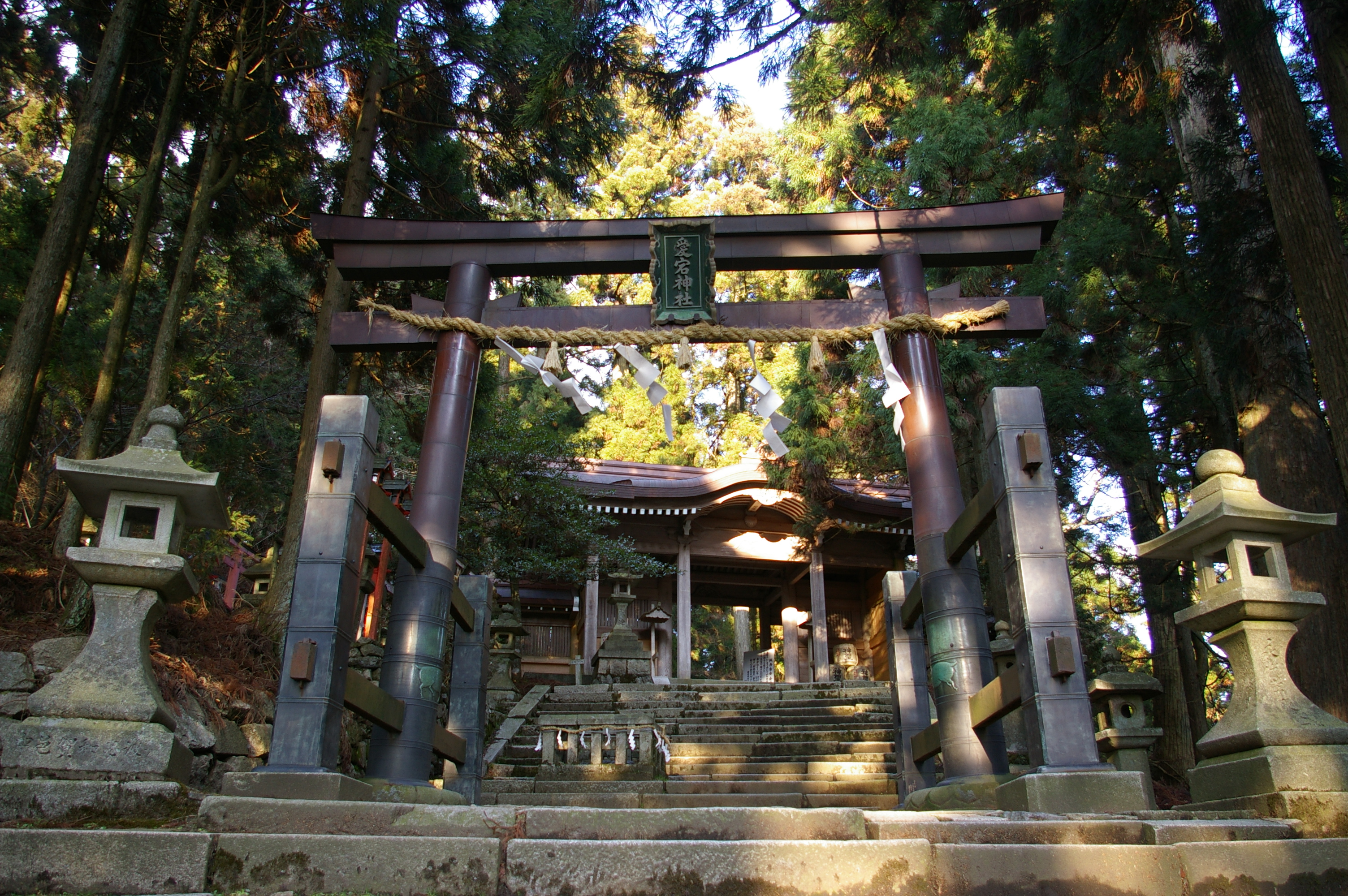
Torii till Atago-jinja i Kyoto

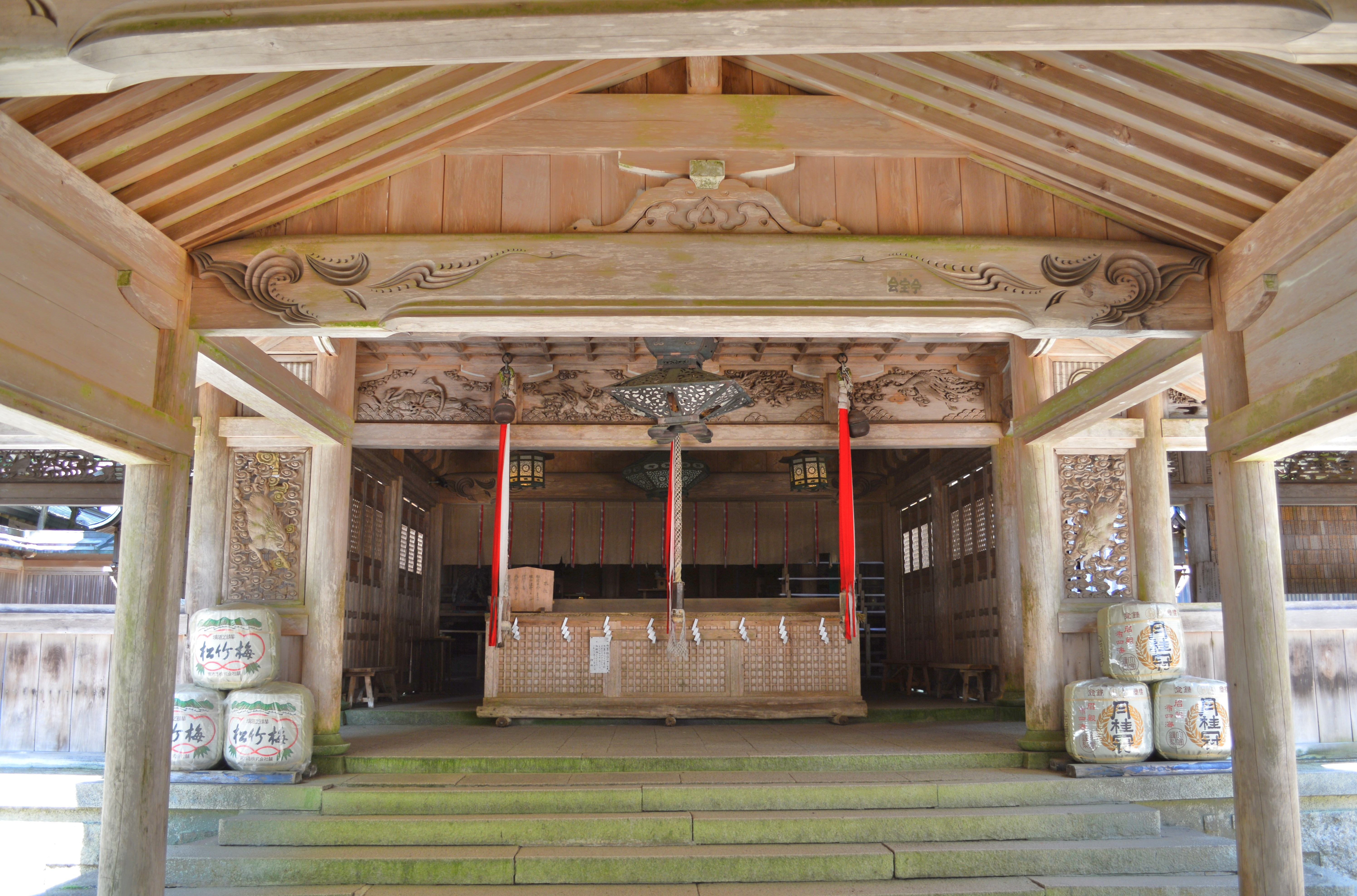
Huvudhelgedomen ("Honden")

Atago-jinja (japanska:愛宕神社) i Kyoto i Japan, är en shintohelgedom som grundades 701–704 av En no Ozunu, Taichō. Den nuvarande byggnaden  ligger på toppen av berget Atogo-yama, Ukyo-ku på 924 meters höjd, nordväst om Kyoto.
Helgedomens centrala gudom är Atago Gongen, som skyddar Kyoto från eld. Utövandet av shugendōriter och platsen för dyrkan är belagda från 700-talet. Honden (huvudtemplet) från sen Kamakura-period har utsetts till ett kulturminne. Detta autentiska honden från sen Kamakura-period är placerad på ett annat Atago-jinja i Kameoka, nordväst om Kyoto: 35°2′28″N 135°35′13″Ö / 35.04111°N 135.58694°Ö) 
Atago-jinja är den centrala helgedomen för 900 Atago-helgedomar över hela Japan.

## Dyrkadekami

### Huvudbyggnaden
- Izanami no Mikoto
- Haniyasuhime no Mikoto
- Amenokumahito no Mikoto
- Wakumusubi no Kami
- Toyoukebime no Mikoto

### Wakamiya
- Ikazuchi no Kami
- Eldguden Kagutsuchi no Mikoto
- Hamushi no Kami

### Okumiya
- Ōkuninushi